# إسكندر رياشي

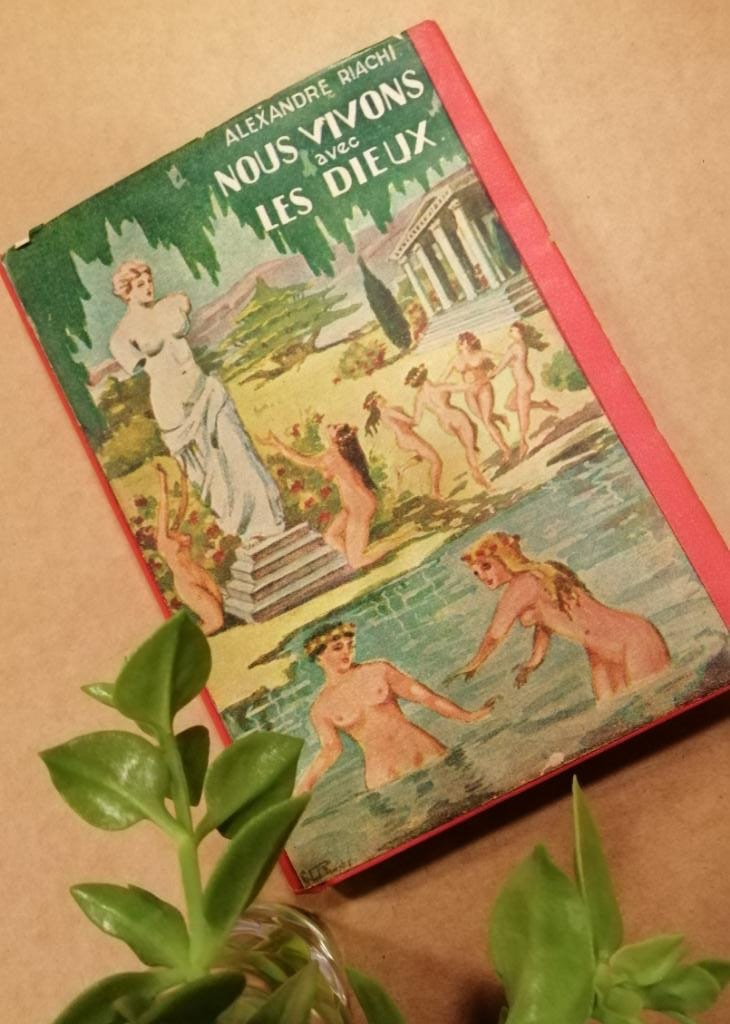
غلاف كتاب نعيشُ مع الآلهة ـ الصادر عن دار جوليا فيليكس

إسكندر رياشي (1888 - 1961 م) صحفي وكاتب ومترجم وسياسي لبناني، صاحب صحيفة «الصحافي التائه».

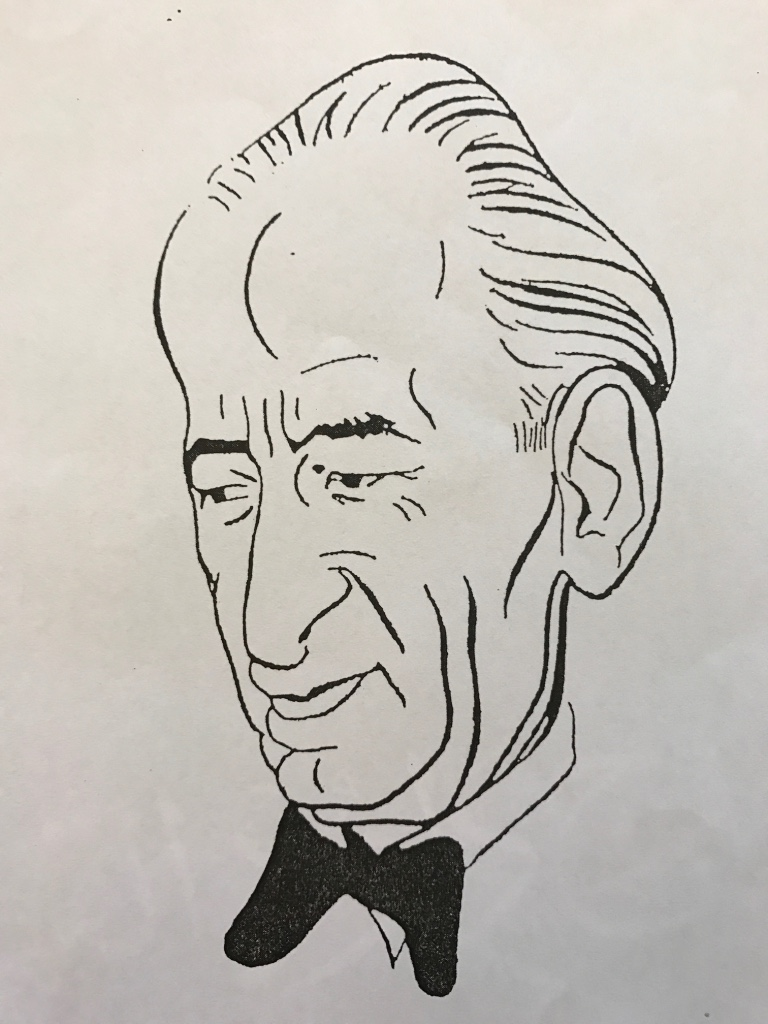
إسكندر رياشي في رسم يدوي

## سيرته
ولد إسكندر رياشي في الخنشارة عام 1888، درس بدير مار يوحنَّا الصابغ، تابع تعليمه في الكلِّية الشرقية بزحلة. رحل إلى نيويورك عام 1913 فأنشأ جريدة «الوطن الجديد»، وعاد إلى لبنان في عام 1914، وعيَّنه الفرنسيون عام 1920 معاونًا لمستشار البقاع. انتُخب نقيبًا للصِّحافة مرَّتين. أسَّس جريدته «الصحافي التائه» في زحلة عام 1922، وقد ظلَّت تصدر حتى عام 1959، وعمل معه ابنه مارك، وهو أيضًا كاتب وصحفي معروف.

## مؤلفاته

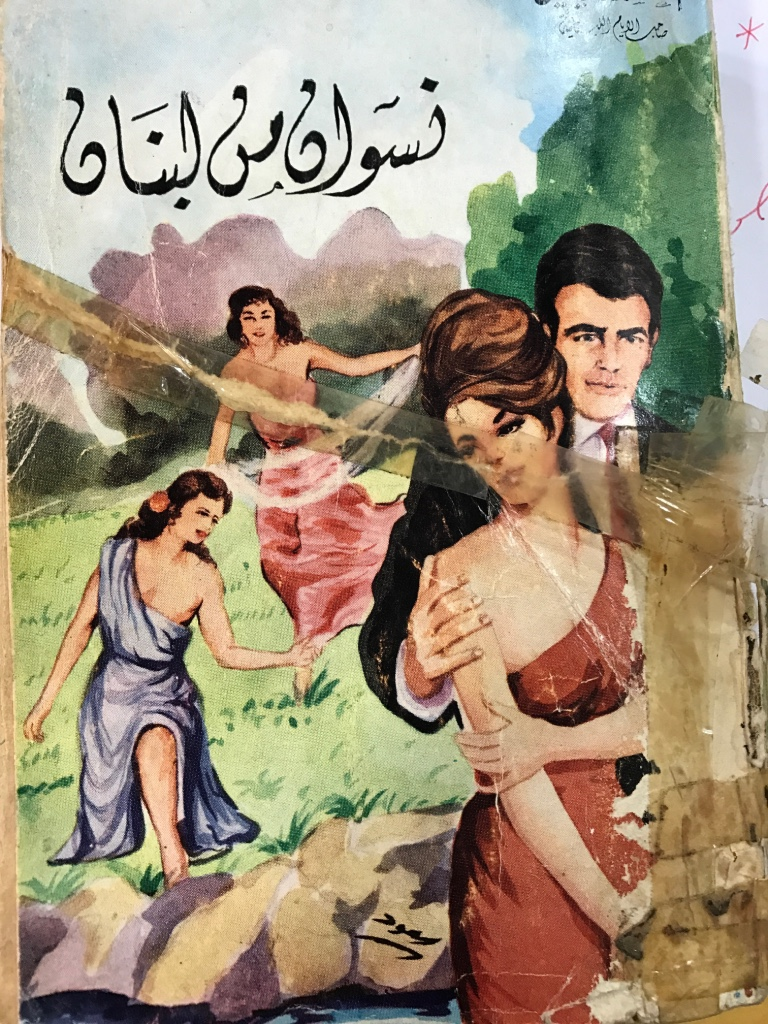
غلاف كتاب نسوان من لبنان

1. الأيام اللبنانية، شركة الطبع والنشر اللبنانيّة (ديك، تابن ولطيف) بيروت، لا تاريخ .
2. رؤساء لبنان كما عرفتهم، الطبعة الأولى منشورات المكتب التجاري، بيروت،1961.طبعة طبق الأصل، دار الجديد، 2024 , ترقيم دولي7-252 -11-9953-978
3. قبل وبعد: تذكارات.
4. قبل 1918-1941، بعد 1942-1953.
5. نسوان من لبنان، طبعات متعدّدة، طبعة طبق الأصل، دار الجديد، 2022.
6. عصابات الغرام، الطبعة الأولى، 1935، مطبعة الوفاء بيروت.
7. سيف الدولة، رواية تاريخيّة غراميّة، جرت وقائعها في عهد الأمير سيف الدولة بن حمدان صاحب حلب عن رواية، Le Roman de l'Emir Seif, Andre Devens, l'Edition d'Art , 1925 الفرنسية. مطبعة المصباح، بيروت ١٩٣٠.
8. مذكرات ايليد دور، قصة ترجمها عن الإنجليزية.
9. بنات بلا رجال، مذكّرات تلميذة، بيروت بلا تاريخ .
10. نعيش مع الآلهة، باللغة الفرنسيّة، دار جوليا فيليكس، بيروت، Nous Vivons avec les Dieux, Editions Julia Felix, Beyrouth, 1954

## وفاته
توفي إسكندر رياشي ببيروت، عام 1961م، ودُفن في الخنشارة.